# Partido dos Direitos Estaduais Democrata
O Partido dos Direitos Estaduais Democrata (Inglês: States' Rights Democratic Party), cujos membros são frequentemente chamados de Dixiecrats, também conhecido como Partido Dixiecrata (Inglês: Dixiecrats Party), foi um partido político de curta duração nos Estados Unidos, ativo principalmente no Sul. O partido surgiu como resultado de uma divisão regional dentro do Sul, em oposição ao Partido Democrata nacional. A cisão ocorreu após o presidente Harry S. Truman, líder do Partido Democrata, ordenar a integração racial [en] (inclusão de soldados negros ao contingente) das Forças Armadas em 1948 e adotar outras medidas voltadas para os direitos civis dos afro-americanos, incluindo a primeira proposta presidencial abrangente sobre direitos civis e direito ao voto. Em resposta, um grupo de políticos do Sul que se opunha a essas ações organizou-se como uma facção separatista. Eles queriam proteger a capacidade dos Estados de decidirem sobre a segregação racial. Seus membros ficaram conhecidos como Dixiecratas, termo derivado de "Dixie", uma referência ao Sul dos Estados Unidos, e "Democrata". 
Na década de 1930, houve um realinhamento político, impulsionado em grande parte pelas políticas do New Deal, implementado pelo presidente Franklin D. Roosevelt. Embora muitos democratas do Sul apoiassem uma maior intervenção econômica, os direitos civis dos afro-americanos não foram incorporados de forma expressiva à agenda do New Deal, em parte devido à influência de líderes sulistas em cargos-chave no Congresso dos EUA.
Os Dixiecratas passaram a controlar total ou parcialmente os partidos democratas estaduais em diversos estados do Sul. Eles se opunham à integração racial e buscavam manter as leis de segregação racial nos Estados Unidos, como as Leis Jim Crow, além de outras formas de discriminação, tanto legais quanto informais. No entanto, em questões que não envolviam raça, suas posições eram diversas.
Apesar de conquistarem vitórias em alguns estados, Truman foi reeleito por uma margem estreita. Após a eleição de 1948, a maior parte dos líderes Dixiecratas retornou ao Partido Democrata, ao menos temporariamente, embora o movimento tenha contribuído para enfraquecer a identidade democrata entre eleitores brancos do Sul. Um dos principais líderes do partido, o senador Strom Thurmond, da Carolina do Sul, migrou para o Partido Republicano em 1964, em oposição à legislação nacional sobre direitos civis.

## Antecedentes (1865-1948)

Os estados em vermelho escuro compõem o Deep South atualmente. As áreas adjacentes do leste do Texas, oeste do Tennessee e norte da Flórida também são consideradas parte dessa sub-região. Historicamente, cada um desses estados fazia parte dos Estados Confederados da América.

Desde o início do período da Reconstrução, os eleitores brancos do Sul apoiaram o Partido Democrata por margens expressivas, tanto em eleições locais quanto nacionais. Algumas exceções incluíam pequenos redutos republicanos, como partes dos Apalaches, especialmente no leste do Tennessee, e os condados de Gillespie e Kendall, no centro do Texas. Esse domínio eleitoral ficou conhecido como “Sul Sólido [en]”. Mesmo nos últimos anos da Reconstrução, grupos democratas recorreram a milícias paramilitares e outros ativistas para intimidar eleitores republicanos libertos, praticando fraudes eleitorais e promovendo ataques contra seus líderes. A violência nas eleições culminou na retomada do controle das legislaturas estaduais pelos democratas, que, entre 1890 e 1908, aprovaram novas constituições e leis para restringir o direito de voto [en] da maioria da população negra e de muitos brancos pobres. Além disso, estabeleceram o sistema de segregação racial conhecido como Jim Crow, um conjunto de leis e práticas que impunham a separação racial e consolidavam a marginalização política da população negra no Sul. O sistema social e econômico do Sul Sólido era sustentado por essa estrutura, enquanto os democratas brancos mantinham todos os assentos no Congresso alocados a seus estados, apesar da exclusão de grande parte da população do processo eleitoral.
O três vezes candidato à presidência pelo Partido Democrata, William Jennings Bryan, se opôs a uma resolução controversa apresentada na Convenção Nacional Democrata de 1924 [en], que condenava explicitamente a Ku Klux Klan. Ele esperava que a organização desaparecesse naturalmente. Embora Bryan não apoiasse a Klan, ele também nunca a condenou publicamente.
Na década de 1930, ocorreu um  realinhamento político, impulsionado em grande parte pelas políticas do New Deal, promovidas pelo presidente Franklin D. Roosevelt. Embora muitos democratas do Sul tenham passado a apoiar uma maior intervenção econômica, os direitos civis dos afro-americanos não foram incluídos como prioridade na agenda do New Deal, em parte devido à influência de políticos sulistas em cargos-chave do Congresso dos EUA. No entanto, os direitos civis encontraram uma importante defensora na Primeira-Dama Eleanor Roosevelt, além de receberem apoio de setores dentro da administração, como o grupo de assessores afro-americanos conhecido como "Gabinete Negro [en]".

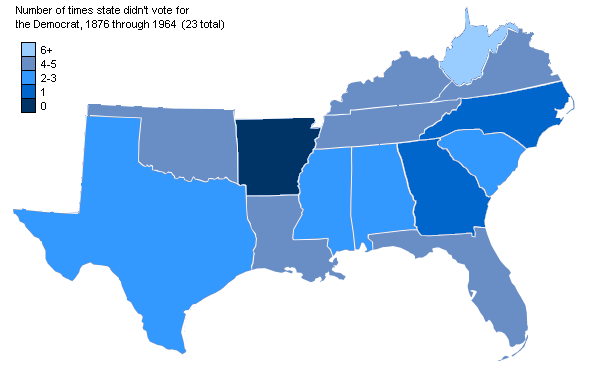
“Sul sólido": O Arkansas votou nos democratas em todas as 23 eleições presidenciais de 1876 a 1964; outros estados não eram tão sólidos, mas geralmente apoiavam os democratas para presidente.

Com a entrada dos Estados Unidos na Segunda Guerra Mundial, as políticas de segregação racial do Jim Crow foram indiretamente questionadas. Mais de um milhão e meio de afro-americanos serviram nas Forças Armadas dos EUA durante o conflito, recebendo salários iguais enquanto atuavam em unidades segregadas.
Apesar de terem direito aos benefícios para veteranos após a guerra, a maioria dos ex-combatentes afro-americanos enfrentou dificuldades para acessá-los. Isso ocorreu, em parte, porque parlamentares sulistas no Congresso conseguiram que a administração desses benefícios fosse transferida para os estados, e não gerida diretamente pelo governo federal, o que permitiu a exclusão de muitos beneficiários negros.
Além do serviço militar, dezenas de milhares de trabalhadores afro-americanos foram recrutados para a indústria de guerra, que enfrentava escassez de mão de obra. O aumento da participação ocorreu principalmente devido à Ordem Executiva 8802, que determinava que as indústrias de defesa não poderiam praticar discriminação racial ou étnica.
Durante esse período, o debate sobre direitos civis também se intensificou no cenário político. O Partido Republicano, que nomeou o governador de Nova Iorque, Thomas E. Dewey, como candidato presidencial em 1944 e 1948, apoiava a legislação de direitos civis, assim como muitos democratas dos estados do Norte e do Oeste. Em contraste, os democratas do Sul Profundo no Congresso se opuseram quase unanimemente a essas medidas.
A posição dos democratas do Sul em questões não raciais era diversa. Alguns, como Fielding L. Wright [en], apoiavam aspectos do New Deal, enquanto outros, como Harry F. Byrd, alinhavam-se com a coalizão conservadora [en].
O candidato presidencial dos Dixiecratas, Strom Thurmond, migrou para o Partido Republicano em 1964, em oposição às leis federais de direitos civis. O movimento Dixiecrata representou um enfraquecimento do "Sul Sólido", termo que descrevia o domínio eleitoral do Partido Democrata no Sul, tanto nas eleições presidenciais quanto na ocupação da maioria das cadeiras no Congresso. Esse domínio foi parcialmente sustentado por décadas de restrição ao direito de voto da população negra, estabelecida pelas legislaturas estaduais do Sul entre 1890 e 1908. Durante esse período, parte dos republicanos brancos do Sul também passaram a se opor à inclusão política dos afro-americanos. Historicamente, os eleitores negros haviam sido aliados do Partido Republicano, mas, com sua exclusão da política no Sul ao longo das décadas, passaram a apoiar cada vez mais o Partido Democrata no Norte e no Oeste, especialmente durante e após a Grande Migração.

## Eleições presidenciais de 1948
Após a morte de Franklin D. Roosevelt, o novo presidente, Harry S. Truman, criou um Comitê Presidencial para os Direitos Civis [en], que recebeu grande visibilidade, e emitiu a Ordem Executiva 9981 [en] em 1948, determinando o fim da discriminação racial nas Forças Armadas dos Estados Unidos. Diante dessas medidas, um grupo de governadores sulistas, incluindo Strom Thurmond, da Carolina do Sul, e Fielding L. Wright, do Mississippi, reuniu-se para discutir a posição dos estados do Sul dentro do Partido Democrata. Após um encontro tenso com J. Howard McGrath, presidente do Comitê Nacional Democrata (DNC) e aliado de Truman, os governadores do Sul concordaram em convocar sua própria convenção em Birmingham, Alabama, caso Truman e os defensores dos direitos civis saíssem vitoriosos na Convenção Nacional Democrata de 1948.
Poucos dias após a Convenção Nacional Democrata, os Democratas pelos Direitos dos Estados realizaram sua própria convenção em 17 de julho de 1948, no Auditório Municipal de Birmingham. Embora figuras políticas do Sul Profundo, como Strom Thurmond e James Eastland, tenham comparecido, a maioria dos principais democratas sulistas optou por não participar. Entre os ausentes estava o senador da Geórgia, Richard Russell Jr., que havia ficado em segundo lugar na disputa pela nomeação presidencial democrata.
Antes da convenção do Partido Democrático pelos Direitos dos Estados, não estava claro se os Dixiecratas apresentariam um candidato próprio ou apenas buscariam impedir os eleitores do Sul de votarem em Harry S. Truman. Muitos jornalistas previram que, caso os Dixiecratas formassem uma chapa, o governador do Arkansas, Benjamin Travis Laney [en], seria o candidato presidencial, enquanto o governador da Carolina do Sul, Strom Thurmond, ou o governador do Mississippi, Fielding L. Wright, seria o candidato a vice-presidente.
Laney viajou para Birmingham durante a convenção, mas decidiu não aderir a um terceiro partido e permaneceu em seu hotel. Thurmond também teve dúvidas sobre a candidatura, mas os organizadores do partido o convenceram a aceitar a nomeação, tendo Fielding Wright como companheiro de chapa. Inicialmente, os apoiadores de Wright esperavam que ele liderasse a candidatura, mas ele preferiu Thurmond, que possuía maior projeção nacional. A escolha de Thurmond recebeu avaliações positivas da imprensa nacional, pois ele havia adotado políticas relativamente moderadas em relação aos direitos civis e evitava a retórica mais radical utilizada por outros líderes segregacionistas.
Os Democratas pelos Direitos dos Estados não se declararam formalmente um terceiro partido, mas afirmaram que estavam apenas "recomendando" que os partidos democratas estaduais votassem na chapa Thurmond-Wright. O objetivo era conquistar os 127 votos eleitorais do Sul, na esperança de impedir que Truman-Barkley ou Dewey-Warren alcançassem a maioria dos votos eleitorais. Isso levaria a decisão da eleição presidencial para a Câmara dos Representantes dos Estados Unidos e a escolha do vice-presidente para o Senado dos Estados Unidos. Caso isso ocorresse, os Dixiecratas planejavam apoiar o partido que estivesse alinhado com suas demandas políticas.
Mesmo que a chapa republicana conquistasse a maioria absoluta dos votos eleitorais, o partido esperava que sua candidatura ajudasse o Sul a recuperar influência dentro do Partido Democrata. No entanto, para implementar essa estratégia, os Democratas pelos Direitos dos Estados enfrentaram desafios relacionados às leis eleitorais estaduais, que variavam de estado para estado no que se refere à escolha dos eleitores presidenciais. No Alabama, Luisiana, Mississippi e Carolina do Sul, a chapa Thurmond-Wright conseguiu se tornar a opção oficial do Partido Democrata, enquanto em outros estados precisou concorrer como uma candidatura independente.

Em 14 de agosto de 1948, os Democratas pelos Direitos dos Estados realizaram uma segunda convenção em Oklahoma City, com um público maior do que o da primeira, onde aprovaram a plataforma do partido. O documento afirmava:
Defendemos a segregação das raças e a integridade racial de cada grupo; o direito constitucional de escolher seus próprios associados; de aceitar emprego privado sem interferência governamental e de garantir o sustento por qualquer meio legal. Opor-nos-emos ao fim da segregação, à revogação das leis de miscigenação e ao controle do emprego privado por burocratas federais, como exigido pelo chamado programa de direitos civis. Defendemos o governo local, a autonomia dos estados e a mínima interferência nos direitos individuais.
A plataforma também incluía o seguinte apelo:
Convocamos todos os democratas e demais americanos leais que se opõem ao totalitarismo, tanto no país quanto no exterior, a se unirem a nós para derrotar Harry S. Truman, Thomas E. Dewey e qualquer outro candidato que busque transformar os Estados Unidos em um Estado policial.
No Arkansas, o candidato democrata ao governo, Sid McMath [en], apoiou fortemente Truman em discursos pelo estado, contrariando o governador em exercício, Benjamin Travis Laney, um ferrenho apoiador de Thurmond. Posteriormente, Laney utilizou a posição pró-Truman de McMath contra ele na eleição para governador de 1950, mas McMath foi reeleito com facilidade.
Os esforços dos Democratas pelos Direitos dos Estados para retratar os apoiadores de Truman como traidores não tiveram grande impacto, mas ajudaram a alimentar o descontentamento que, nos anos seguintes, afetaria os democratas moderados do Sul. Na eleição presidencial de 1948, a chapa Thurmond-Wright venceu nos estados do Alabama, Louisiana, Mississippi e Carolina do Sul, conquistando 1.169.021 votos populares e 39 votos no Colégio Eleitoral. Enquanto isso, o candidato presidencial do Partido Progressista, Henry A. Wallace, recebeu um número semelhante de votos populares (1.157.172) da ala mais progressista do Partido Democrata, mas não conseguiu vencer em nenhum estado. Muitos analistas políticos esperavam que as divisões no Partido Democrata resultassem na vitória do candidato republicano Thomas E. Dewey, mas Truman acabou vencendo a eleição em uma surpreendente reviravolta.

## Eleições posteriores
O Partido Democrático pelos Direitos dos Estados entrou em declínio após as eleições de 1948, quando Harry S. Truman, o Comitê Nacional Democrata e os democratas do Sul alinhados ao New Deal atuaram para impedir o ressurgimento do movimento Dixiecrata nas eleições presidenciais de 1952. Algumas figuras políticas do Sul, como Leander Perez [en], da Louisiana, tentaram manter o partido ativo em seus distritos.
Fielding Wright continuou a defender a segregação racial, mas reconheceu que manter uma postura radical semelhante à de 1948 poderia prejudicar a imagem do Mississippi, seu estado natal, afirmando que isso faria com que o estado perdesse “sua posição perante todos na América”.
Os ex-Dixiecratas enfrentaram alguma resistência na Convenção Nacional Democrata de 1952 [en], mas todas as delegações sulistas foram aceitas após concordarem com um compromisso de lealdade ao partido. Como parte desse esforço para manter a coesão partidária, o senador John Sparkman [en], do Alabama, que defendia políticas segregacionistas, foi escolhido como candidato a vice-presidente na chapa democrata, o que ajudou a reforçar o apoio ao partido no Sul.

### Legado
O movimento Dixiecrata é frequentemente apontado como um dos primeiros sinais do enfraquecimento do domínio democrata no Sul, conhecido como "Sul Sólido".
Apesar das disputas internas no Partido Democrata sobre a segregação, a região continuou sendo um reduto democrata em eleições locais, estaduais e para o Congresso, mas passou a apresentar mudanças nas eleições presidenciais. O republicano Dwight D. Eisenhower venceu em diversos estados do Sul nas eleições presidenciais de 1952 e 1956. Em 1956, o ex-comissário da Receita Federal T. Coleman Andrews [en] concorreu como candidato presidencial pelo Partido pelos Direitos dos Estados, mas recebeu menos de 0,2% dos votos populares. Nas eleições presidenciais de 1960, o republicano Richard Nixon conquistou vitórias em alguns estados sulistas, enquanto o senador Harry F. Byrd, da Virgínia, recebeu votos de alguns eleitores descomprometido do Alabama e do Mississippi. Em 1964, o republicano Barry Goldwater venceu nos quatro estados que haviam apoiado Strom Thurmond em 1948. Já em 1968, os antigos estados confederados foram amplamente divididos entre Richard Nixon, candidato republicano, e George Wallace, do Partido Independente Americano, com exceção do Texas, que votou nos democratas. No mesmo ano, Strom Thurmond deixou o Partido Democrata e se filiou ao Partido Republicano, alegando que os democratas haviam “abandonado o povo” e rejeitado a Constituição dos Estados Unidos. Ele também atuou na campanha presidencial de Barry Goldwater.
No início da década de 2010, o estatístico e analista político Nate Cohn [en] descreveu esse fenômeno como o "desaparecimento do democrata sulista".

## Desempenho dos candidatos presidenciais
| Ano  | Candidato à presidência | Candidato à vice-presidência | Votos populares | Porcentagem | Votos colegiados |
| ---- | ----------------------- | ---------------------------- | --------------- | ----------- | ---------------- |
| 1948 | Strom Thurmond          | Fielding L. Wright [en]      | 1,175,930 (3º)  | 2,4%        | 39               |